# Gina Capellmann-Lütkemeier
Gina Capellmann-Lütkemeier (* 15. Februar 1960) ist eine deutsche Dressurreiterin.

## Sportliche Laufbahn
Einer ihrer größten Erfolge war der zweimalige deutsche Meistertitel 1986 und 1987 mit Ampere.
Bei den Weltmeisterschaften der Dressurreiter 1986 gewann sie Mannschaftsgold und wurde in der Einzelwertung achte, jeweils ebenfalls mit Ampere. Im Jahr 1987 gewann sie zudem mit dem deutschen Team Mannschaftsgold bei den Europameisterschaften in Goodwood und wurde Sechste im Einzel, wiederum mit Ampere.
Zuletzt im Jahr 2012 trat Capellmann-Lütkemeier in international ausgeschriebenen Dressurprüfungen an. Ein Jahr zuvor wurde sie bei den deutschen Meisterschaften mit Baldessarini 14. im Grand Prix Spécial.
Gina Capellmann-Lütkemeier gehörte zu den Gründungsstiftern der 2013 gegründeten Stiftung Deutscher Spitzenpferdesport und ist zudem deren Stellvertretende Vorstandsvorsitzende.

## Privates
Capellmann-Lütkemeier lebt in Paderborn. Sie stammt aus einer Reiterfamilie. Ihre fünf Jahre jüngere Schwester ist die deutsche Dressurreiterin Nadine Capellmann. Ihr Vater Kurt Capellmann war als Nachfolger seines Onkels Richard Talbot, Inhaber der Waggonfabrik Talbot, Dressurreiter und langjähriger Präsident des Aachen-Laurensberger Rennvereins.
In die sportlichen Fußstapfen von Gina Capellmann-Lütkemeier trat ihre Tochter Fabienne Lütkemeier, die bei den Olympischen Sommerspielen 2012 Reservereiterin der deutschen Dressurequipe war und seitdem mehrfach für Deutschland bei internationalen Championaten an den Start ging.